# Peperomia hispidula
Peperomia hispidula är en pepparväxtart som först beskrevs av Olof Swartz, och fick sitt nu gällande namn av Albert Gottfried Dietrich. Peperomia hispidula ingår i släktet peperomior, och familjen pepparväxter.

## Underarter
Arten delas in i följande underarter:
- P. h. muscophila
- P. h. sellowiana